# Церковь Святого Григория (Гёмюр)
Церковь Святого Григория (арм. Սուրբ Գրիգոր եկեղեցի; Сурб Грикор) — ныне утраченная армянская церковь, основанная в XII—XIII веках, располагавшаяся в центре села Гёмюр Шахбузского района Нахичеванской Автономной Республики Азербайджана. Она была полностью разрушена к 11 ноябрю 2009 года.

## История
Церковь хорошо видна на спутниковых снимках KH-9 Hexagon 1973 года и 1980 года. К 11 ноября 2009 года она была снесена. Местоположение церкви также отмечено на советской топографической карте 1953 года в масштабе 1:25.

## Устройство церкви
Форма церкви состояла из одного нефа, двух ризниц и зала с украшенными дверными проемами на западе и юге. По обеим сторонам западного входа стояли два хачкара с рельефными украшениями. Армянские надписи можно было увидеть на западном и южном фасадах.